# Recht op Waardig Sterven
Recht op Waardig Sterven (RWS) is een Vlaamse opinie- en actiegroep rond een waardig levenseinde en euthanasie. De vereniging ijvert voor een verbetering en het behoud van de huidige wetgeving, en wil daarnaast advies verstrekken inzake patiëntenrechten en levenseindebeslissingen.
De vereniging werd op 8 december 1983 opgericht als vzw met een pleidooi voor wetgeving rond patiëntenrechten, palliatieve zorg en euthanasie.
De groep wil er voor waken dat de in België ingevoerde basiswetgeving niet wordt uitgehold of omzeild, door bijvoorbeeld "palliatieve sedatie" (verlagen van de staat van bewustzijn van een patiënt, iets wat de arts beslist zonder medeweten van de patiënt). Daarnaast ziet de groep nog grote tekortkomingen in de wetgeving, met name: euthanasie bij dementen en de vijfjaartermijn voor euthanasie bij coma. 
De wet voor euthanasie op minderjarigen werd aangepast in februari 2014 mede door de inzet van RWS.
Recht op Waardig Sterven is samen met ADMD (de Waalse zustervereniging) sinds de oprichting lid van de Europese (RtD-E) en de Internationale federatie Right to Die.

## Prijs
Prijs Léon Favyts en Hugo Van den Enden